# Himmelskönig, sei willkommen
Himmelskönig, sei willkommen (BWV 182) ist eine geistliche Kantate von Johann Sebastian Bach.

## Entstehung
Mit der Ernennung Bachs zum Konzertmeister am Hof von Weimar war für ihn die Verpflichtung verbunden, pro Monat eine neue Kantate zu komponieren. Die Kantate „Himmelskönig sei willkommen“ gilt nach heutigem Wissensstand als die erste seiner Kantaten in dieser neuen Rolle; sie wurde am Palmsonntag, 25. März 1714, in der Weimarer Schlosskapelle uraufgeführt. Über seine Rolle bei der Aufführung mag man unterschiedlicher Auffassung sein:

„Es war darum nur angemessen, wenn er sich bei der Aufführung seiner ersten Kantate unter neuen Bedingungen gleichzeitig als Komponist, Konzertmeister und Soloviolinist präsentierte. Die führende Rolle der konzertierenden Geige im ersten Satz […] ist vom allerersten Takt an unverkennbar; das gleiche gilt für die erste Arie (Nr. 4)“

„Wenn Bach jedoch in seiner ersten Komposition als Konzertmeister [...] eine seiner repräsentativsten Blockflötenpartien überhaupt vorsah und eine solche in den Weimarer Kantaten nicht wiederkehrt, ist durchaus zu erwägen, ob sich der neue Ensembleleiter damit selbst vorgestellt haben könnte.“

Als Textdichter wird aufgrund des Stils Salomon Franck angenommen, der zu dieser Zeit hauptsächlich für den Weimarer Hof tätig war, wenn es auch hierfür keinen eindeutigen Beleg gibt.

## Thematik
Gemäß der Bestimmung zum Palmsonntag thematisiert die Kantate Jesu Einzug in Jerusalem und den Beginn der Karwoche. Der gläubige Christ wird aufgefordert, als Dank für das von Jesus gebrachte Opfer dem Gottessohn sein Herz zu widmen und auch im Leiden zu Jesus zu stehen.

## Besetzung
- Gesangsstimmen: Sopran, Alt, Tenor, Bass, bis auf den Sopran alle auch mit Solo-Aufgaben (Rezitativ, Arien) betraut.
- Instrumente: Blockflöte, Violine, Viola I/II, Basso continuo mit Violoncello

## Besonderheiten
Das Werk markiert den Beginn des Übergangs des Komponisten vom traditionellen Choralkonzert als Kantatentypus des 17. Jahrhunderts zu den modernen, hauptsächlich von italienischen Einflüssen geprägten Kantatenformen. Auf den alten Stil weist die schlichte Besetzung mit Blockflöte und kleinem Ensemble hin, sowie die untergeordnete Rolle des Rezitativs, das in diesem Werk nur einmal und sehr kurz in Form eines Bibelwortes vorkommt. Dem neuen Stil entspricht die von den Italienern inspirierte Führung der Solovioline und die ausgeprägte Rolle der drei aufeinanderfolgenden kontemplativen Arien in Da-capo-Form. Insgesamt gelingt es dem noch jungen Bach, in eindrücklicher Weise mit unterschiedlichsten musikalischen Mitteln den Sinn des Textes – auch einzelner Wörter – darzustellen. Er bedient sich dabei der hauptsächlich aus der italienischen Oper stammenden musikalischen Formeln für typische Affekte. Beispielhaft hierfür sind die im Schlusschorus vorkommenden Mollharmonien auf das Wort „Leiden“.

## Aufführungen, Bestimmungs- und Besetzungsänderungen
Auf Grund der diplomatischen Befunde der Originalquellen (Handschrift Bachs und seiner Schreiber, Papier und Wasserzeichen) lassen sich mindestens drei Aufführungen nachweisen:

### Erstaufführung
Die Erstaufführung fand am Sonntag Palmarum, 25. März 1714, in Weimar statt.
Besetzung: Die Soloinstrumente („Concerto“) Flauto (Blockflöte in f) und Violine, sowie Viola 1 und 2, Violoncello, Orgelcontinuo und ein vierstimmiger Chor mit Sopran, Alt, Tenor und Bass. Entsprechend den Aufführungsbedingungen der „Himmelsburg“ (ein kleiner Raum über der Schlosskapelle in Weimar, in dem Orgel, Chor und Orchester untergebracht waren) ist bei Instrumenten und Chor eine kleine Besetzung anzunehmen.
Eine zweite Stimme für „Violino ripieno“ wurde vor 1724 angefertigt. Sie stellt in Satz 1 nur eine Ergänzung der Harmonien dar und enthält in den Chören den Notentext der Solovioline. Es kann nicht geklärt werden, ob die Anfertigung dieser Stimme auf eine Wiederaufführung noch vor Leipzig hinweist, oder ob sie bereits zur Erstaufführung erklang und erst nach Fertigstellung der Partitur ergänzt wurde. (Die übliche Streicherbesetzung in den Weimarer Kantaten sind 2 Violinen, 2 Violen und Violoncello.)

### Leipzig, 25. März 1724
In Leipzig nutzte Bach alle Kantaten der Weimarer Zeit und integrierte sie in seinen Kantatenzyklus von 1724/25. Dazu musste er sie den dortigen Aufführungsbedingungen anpassen. 
Bestimmungserweiterung:

In Leipzig wurde in der Fastenzeit – und damit auch am Palmsonntag – nicht musiziert, mit Ausnahme an Mariä Verkündigung. Da der Text auch zu diesem Tag passt, widmete Bach die Kantate entsprechend um und fertigte Stimmenmaterial für den 25. März 1724 an. Es ist davon auszugehen, dass er sie auch aufführte, obwohl der erhaltene Textdruck für diesen Tag eine andere (nicht erhaltene) Kantate enthält – in Leipzig kam das manchmal vor, wenn der Komponist kurzfristig umdisponierten musste. Möglicherweise entschied sich Bach aus Zeitgründen hier gegen eine Neukomposition.
Änderung der Tonart:

Für die Weimarer Erstaufführung hatte Bach die Grundtonart G-Dur gewählt. Als Bezugssystem für die Stimmung der Singstimmen und Streichinstrumente diente in Weimar die Chortonstimmung der Orgel. Deshalb wurden in Weimar alle Stimmen in G ausgeschrieben – nur die Blockflöte war eine kleine Terz tiefer im Kammerton gestimmt; ihr Part musste deshalb entsprechend höher in B notiert werden.
In Leipzig wurden dagegen alle Instrumente grundsätzlich im Kammerton gestimmt, so dass die Kantate eine kleine Terz tiefer erklang. So musste Bach die Noten für Singstimmen und Streicher nicht neu schreiben, wohl aber die für Orgel und Blockflöte: war in der Weimarer B-Dur-Partie der tiefste zu greifende Ton ein g’ gewesen, so reichte die Stimme nun bis zum e’. Da der Tonumfang der Blockflöte aber nur bis f’ reicht, mussten an den entsprechenden Stellen durch Stimmknickungen die Umfangsunterschreitungen vermieden werden. Bach trug die Änderungen in die Weimarer Partitur ein und ließ die entsprechende Flötenstimme daraus kopieren.
Aus musikalischen Gründen wird von manchen Interpreten angenommen, dass Bach bei späteren Wiederaufführungen in Leipzig eine Traversflöte einsetzte, deren größerer Tonumfang gestattet hätte, auf diese Veränderungen der Stimme zu verzichten.

### Leipzig, 25. März 1728
Besetzungsänderung:

Bei einer Wiederaufführung zum Fest Mariä Verkündigung 1728 änderte Bach die Besetzung der Soloparts: An die Stelle der Blockflöte trat eine Violine, den Part der Solovioline übernahm eine Oboe. Außerdem verstärkte er das Continuo durch einen Violone.

## Struktur
Die Großstruktur der Kantate lässt sich anhand der Besetzung und Satzarten sowie an Grundtonart und Taktart der einzelnen Sätze darstellen und in Beziehung zum jeweiligen Text stellen.

### Text
Dem Kantatentext liegen das Palmsonntagsevangelium Matthäus 21, Vers 1 bis 9 (Jesu Einzug in Jerusalem) sowie die Epistel Philipper 2, Vers 5 bis 11 (Ein jeglicher sei wie Christus gesinnt) zugrunde.
Der Text zu Satz 3 entstammt Psalm 40, Vers 8 und 9; Satz 7 ist die 33. Strophe des Kirchenliedes Jesu Leiden, Pein und Tod von Paul Stockmann.
Der Textdichter deutet die Geschichte vom Einzug Jesu als König in Jerusalem zum Einzug Jesu in die Herzen der Gläubigen um. Wer nun wie Jesus sich dem Willen Gottes auch im Leiden unterordnet, wird mit ihm ins Himmelreich einziehen.
Bereits in Satz 1 und 2 findet die Umdeutung des Palmarum-Textes vom Einzug nach Jerusalem (= Zion) zum Einzug Jesu in die Herzen der Christen statt.
In Satz 3 wird der verkündigende Psalmtext auf Jesus bezogen (die Vox Christi ist bei Bach in der Regel dem Bass zugeordnet) und weist damit bereits auf das Passionsthema hin.
Das Bild der unbefleckten Gewänder in Satz 5 bezieht sich auf das Volk von Jerusalem, das Jesus bei seinem Einzug seine Gewänder zu Füßen legte, um ihn als König zu ehren.
Satz 6 ist in textausdeutender Weise nicht als Da-capo-Arie komponiert.
In der Choralstrophe von Satz 7 wird das Leiden Christi in die Freude des Christen umgedeutet.
In Satz 8 wird der Gedanke von Eingangschor wieder aufgenommen: So wie Jesus einst in Jerusalem einzog, wird der gläubige Christ mit ihm in Salem (das ist Jerusalem), das Symbol für das Himmelreich, Erlösung und ewiges Leben, einziehen.
Im Text finden sich nun Schlüsselworte, die durch die Musik interpretiert werden:
| Satz | Motive | Motive | Motive | Motive  |
| ---- | ------ | ------ | ------ | ------- |
| 1+2  | Einzug | Freude |        |         |
| 3    | Einzug |        | Demut  |         |
| 4    |        |        |        | Passion |
| 5    |        |        | Demut  |         |
| 6    |        |        |        | Passion |
| 7    |        | Freude |        | Passion |
| 8    | Einzug | Freude |        | Passion |

Das Motiv des Einzuges in BWV 182 und BWV 248

| Der Einzug Jesu als König wird durch die Sätze 1 und 2, die formal einer französischen Ouvertüre entsprechen, dargestellt. Dieser Ouvertüren-Typ wurde in der französischen Oper während des Einzugs des Königs gespielt. Der langsame erste Teil (er findet in der Kantate seine Entsprechung in der instrumentalen Sinfonia) mit seinem gravitätischen Rhythmus stellt den Einzug eines Königs oder Fürsten dar. Auf diese langsame Einleitung folgte ein in der Regel fugierter schneller Teil, der in der Kantate von der auf die Sinfonia folgenden Chorfuge (Satz 2) übernommen wird. Im Text findet sich dieses Textmotiv wieder im Satz 3 („Siehe, ich komme“) und im Schlusschor („So lasset uns gehen in Salem“). In Bachs Weihnachtsoratorium (BWV 248, Kantate III, Satz 26) findet sich eine ähnliche Stelle („Lasset uns nun gehen gen Bethlehem“), die Bach mit ähnlichen musikalischen Mitteln (aufsteigende Achtel-Tonleiter im Thema, auf- und absteigende Sechzehntel-Tonleiterketten in der Begleitung, ungerader Takt) gestaltet. |

### Musik
Diejenigen Sätze, in denen die Gemeinschaft der Christen selbst spricht oder angesprochen wird, sind als vollstimmige Chöre angelegt. Die Sätze, die als Ansprache des Individuums angesehen werden können, als solistisches Rezitativ (Satz 3) oder als Soloarie (Sätze 3 bis 6).
Bis auf eine Ausnahme (Satz 6), sind alle madrigalischen (das heißt, nicht an einen Choral oder ein Bibelwort gebundenen) Strophen als Da-Capo-Arien angelegt. Die Anwendung dieser Form auf Chöre ist für 1714 neuartig.
| Satz                    | 1                                                       | 2                                                                         | 3                                       | 4    | 5     | 6    | 7                | 8                |
| ----------------------- | ------------------------------------------------------- | ------------------------------------------------------------------------- | --------------------------------------- | ---- | ----- | ---- | ---------------- | ---------------- |
| Satzart                 | Sonata                                                  | Chorus                                                                    | Rezitativo                              | Aria | Aria  | Aria | Chorale          | Chorus           |
| Tempobezeichnungen      | Grave.Adagio                                            |                                                                           | Andante                                 |      | largo |      |                  |                  |
| Satzart                 | langsamer Einleitungsteil einer französischen Ouvertüre | schneller zweiter Teil einer französischen Ouvertüre als Permutationsfuge | Arioso mit einleitendem Secco-Rezitativ |      |       |      | Choralmotette    | Permutationsfuge |
| Tonart                  | G                                                       | G                                                                         | C                                       | C    | e     | h    | G                | G                |
| Stufe bezogen auf G-Dur | I                                                       | I                                                                         | IV                                      | IV   | VI    | III  | I                | I                |
| Tongeschlecht           | Dur                                                     | Dur                                                                       | Dur                                     | Dur  | Moll  | Moll | Dur              | Dur              |
| Taktart                 | 4/4                                                     | 4/4                                                                       | 4/4                                     | 4/4  | 4/4   | ¾    | 4/4 (alla breve) | 3/8              |
|                         |                                                         |                                                                           |                                         |      |       |      |                  |                  |

Der Aufbau der Kantate kann als Rahmenanlage gesehen werden, die symmetrisch zu einer Achse zwischen 4. und 5. Satz geordnet ist:
- Den äußeren Rahmen bilden die vier Tutti-Sätze in der Grundtonart G-Dur, die zu zwei Satzpaaren zusammengefasst werden können:

- Die Sätze 3 und 6 bilden einen inneren Rahmen, der sich zum einen durch seine geringstimmige Besetzung, nämlich nur Singstimme und Continuo, vom Tutti des äußeren Rahmens abhebt, andererseits durch Tonartenwechsel markiert wird:

- Diese beiden Satzgruppen bilden den Rahmen für die beiden Binnenteile, die sich einerseits ähneln (Singstimme und Soloinstrument sind imitatorisch aufeinander bezogen), sich anderseits durch Begleitung und Tonart unterscheiden:

Über diesen symmetrische Anordnung hinaus sind auch einige Sätze durch besondere Merkmale aufeinander bezogen:
- In den Tutti-Sätzen sind die Streicher direkt am polyphonen Satzaufbau beteiligt, teils selbständig teils mit den Singstimmen (colla parte). In Satz 1 und 4 markieren sie nur die Harmonien durch stützende Akkorde in Form eines ausgesetzten Generalbasses, in Satz 1 pizzicato, in Satz 2 arco.
- Die beiden Chöre (Satz 2 und Satz 8) sind Permutationsfugen,[4] beide in der für Chöre neuen DaCapo-Form.
- Die inhaltliche Verschränkung der einzelnen Teile des Kantatentextes korrespondiert mit der Verschränkung der Musikalischen Mittel. Satz 7 („Jesu, deine Passion ist mir lauter Freude“) bezieht sich mit dem Wort „Passion“ auf die vorausgehende Arie (Satz 6: „Schreit die Welt auch: Kreuzige“). Das Wort „Freude“ nimmt wiederum Bezug auf den folgenden Schlusschor (Satz 8: „Nun lasset uns gehen in Salem der Freude“): Von Satz 6 auf 7 findet der Wechsel von Moll nach Dur statt, entsprechend der Umdeutung der Passion Christi als Freude der Christen.

Tonartenarchitektur:

Die Tonarten der Kantatensätze stehen zueinander in tonaler Verwandtschaft:
- Das Satzpaar 1 und 2 steht in Quintverwandtschaft (Subdominante von G-Dur) zu Satzpaar 3 und 4, dieses in Terzverwandtschaft zu Satz 5 (VI. Stufe), dieser wieder in Quintverwandtschaft zu Satz 6 (III). Die Rückkehr in die Grundtonart erfolgt durch Terzverwandtschaft. Somit ergibt sich eine Reihung der Verwandtschaften Terz – Quinte – Terz – Quinte

Taktarten:

Bis auf zwei Ausnahmen stehen alle Teile im 4/4- bzw. Alla-breve-Takt (Satz 7).
Dadurch erhalten die beiden Stücke in ungerader Taktart eine herausragende Bedeutung:
- Satz 5 mit der Aufforderung zur Demut („Leget euch dem Heiland unter“), versinnbildlicht durch die tiefe Alt-Lage (bis zum a hinabsteigend)
- Satz 8 mit seiner fröhlichen Wirkung als Schlusschor im Gigue-Stil.